# Комсомольский (Базарно-Карабулакский район)
 Комсомольский —поселок в Базарно-Карабулакском районе Саратовской области в составе сельского поселения Максимовское муниципальное образование.

## География
Находится на расстоянии примерно 26 километров по прямой на юг-юго-восток от районного центра поселка Базарный Карабулак.

## История
Официальная дата основания 1941 год. По другим данным железнодорожная станция Казаковка на участке Сенная-Трофимовский была открыта в 1944 году как часть построенной в годы Великой Отечественной войны «Волжской рокады». Названа станция была по располагавшейся в то время к северу от Максимовки деревне Казаковка, ныне не существующей. Образовавшийся вскоре пристанционный посёлок получил название Комсомольский.

## Население
Постоянное население составляло 90 человек в 2002 году (русские 67 %), 96 в 2010.